# ロバート・アンダーソン (軍人)
ロバート・アンダーソン（英:Robert Anderson、1805年6月14日 - 1871年10月26日）は、アメリカ陸軍の職業軍人である。南北戦争では北軍の士官となり、開戦時にサムター要塞の指揮官だったことで知られている。ロバート・アンダーソン「少佐」と呼ばれることが多いが、サムター要塞の時の階級であり、最終的に名誉少将まで昇進した。

## 初期の経歴
アンダーソンはケンタッキー州ルイビル近くの「軍人静養所」で生まれた。1825年にウェストポイントの陸軍士官学校を卒業し、第2アメリカ砲兵連隊の名誉少尉に任官された。1832年のブラック・ホーク戦争ではイリノイ州志願兵隊の大佐として従軍し、その間にエイブラハム・リンカーン大尉を2度軍役に徴収しまた退役させたということで知られている。1833年に中尉としてアメリカ陸軍に復帰し、セミノール戦争ではウィンフィールド・スコット将軍の参謀で総務局長補を務め、米墨戦争ではモリノ・デル・レイの戦いで重傷を負い、このことで少佐への名誉昇進を果たした。1857年10月5日に、正規軍における第1アメリカ砲兵連隊の恒久的少佐に昇進した。1839年には『野戦砲兵隊、騎馬および徒歩のための教習書』を著した。

## 南北戦争

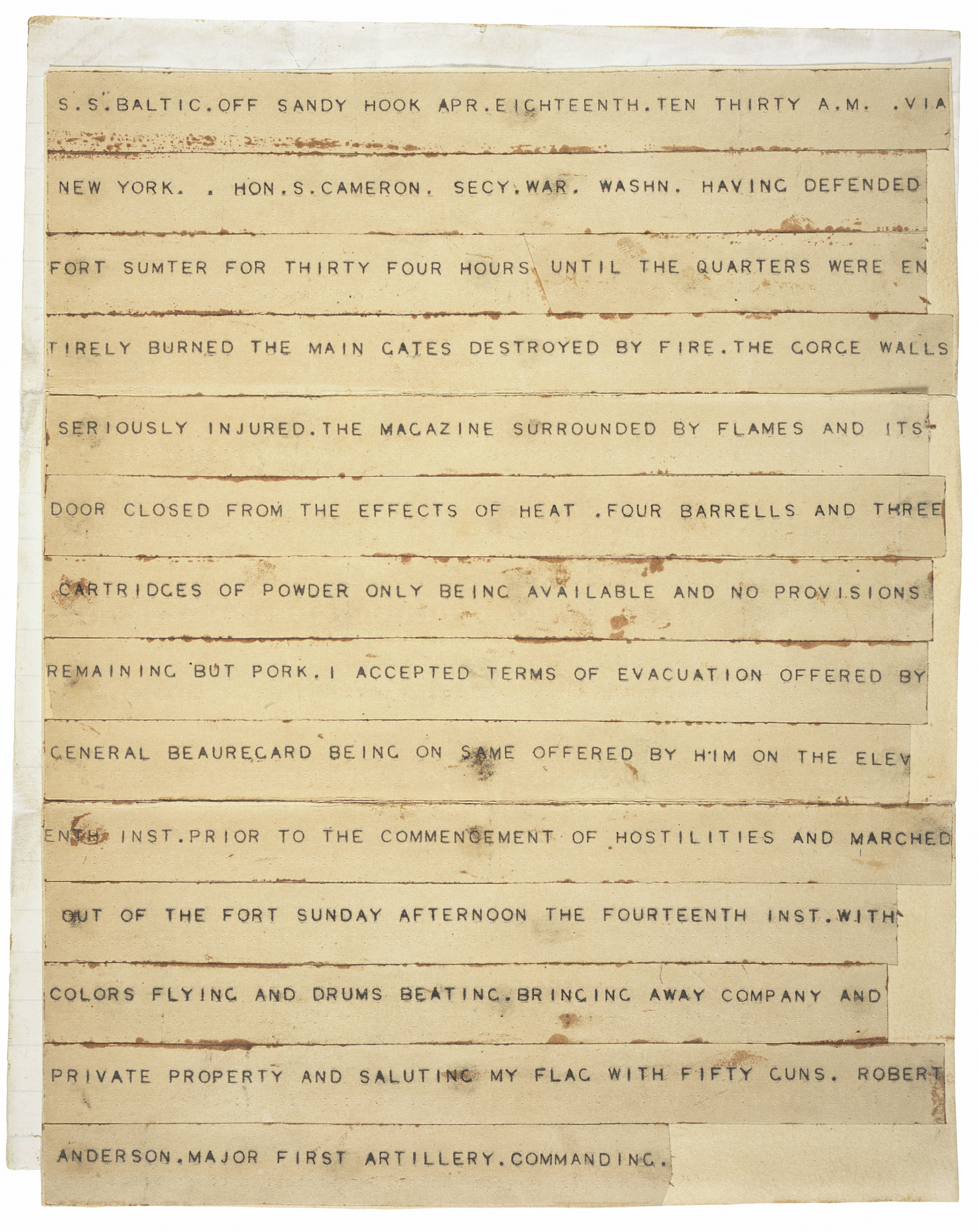
サムター要塞の降伏を伝えるロバート・アンダーソンの電報

アメリカ合衆国南部州がアメリカ合衆国からの脱退を始めた時、アンダーソン少佐はケンタッキー州で以前は奴隷を所有しており、奴隷制擁護派だったが、合衆国への忠誠を貫いた。アメリカ連合国がサウスカロライナ州チャールストン港のサムター要塞の砲撃を始めた時に、要塞の指揮官を務めていた。南軍の砲撃を指揮していたのはP・G・T・ボーリガード准将であり、ウェストポイントではアンダーソンの教え子だった。砲撃は1861年4月12日に始まり、兵力も大砲の数でも劣勢だったアンダーソンが4月14日に砦の降伏を受け入れるまで続いた。この戦いで南北戦争が始まった。サムター要塞の砲撃戦では、両軍共に死者は出なかったが、北軍兵のダニエル・ヒューが100門祝砲を放っている時に死んだ。
アンダーソンはサムター要塞での行動によって直ぐに国民的英雄になった。5月15日付けで准将に昇進した。アンダーソンはサムター要塞に掲げられていた33星の星条旗をニューヨーク市に持ち帰り、ユニオン広場であった愛国者の集会に参加したが、この集会は当時として北アメリカで最も多くの民衆を集めたと考えられている。アンダーソンはその後、北部州で徴兵活動を行って回り、大きな成功を収めた。次の任務は対峙する南北両軍の間にあって中立を公式に宣言していた境界州のケンタッキー州にあって、ケンタッキー方面軍（その後カンバーランド方面軍と改名）指揮官という、政治的に敏感な地位だった。アンダーソンはこの役目を1861年5月28日から、健康上の理由でウィリアム・シャーマン准将と交代した10月6日まで務めた。正式には1863年10月27日に陸軍を退役し、実戦に参加することは無かった。

## その後の経歴

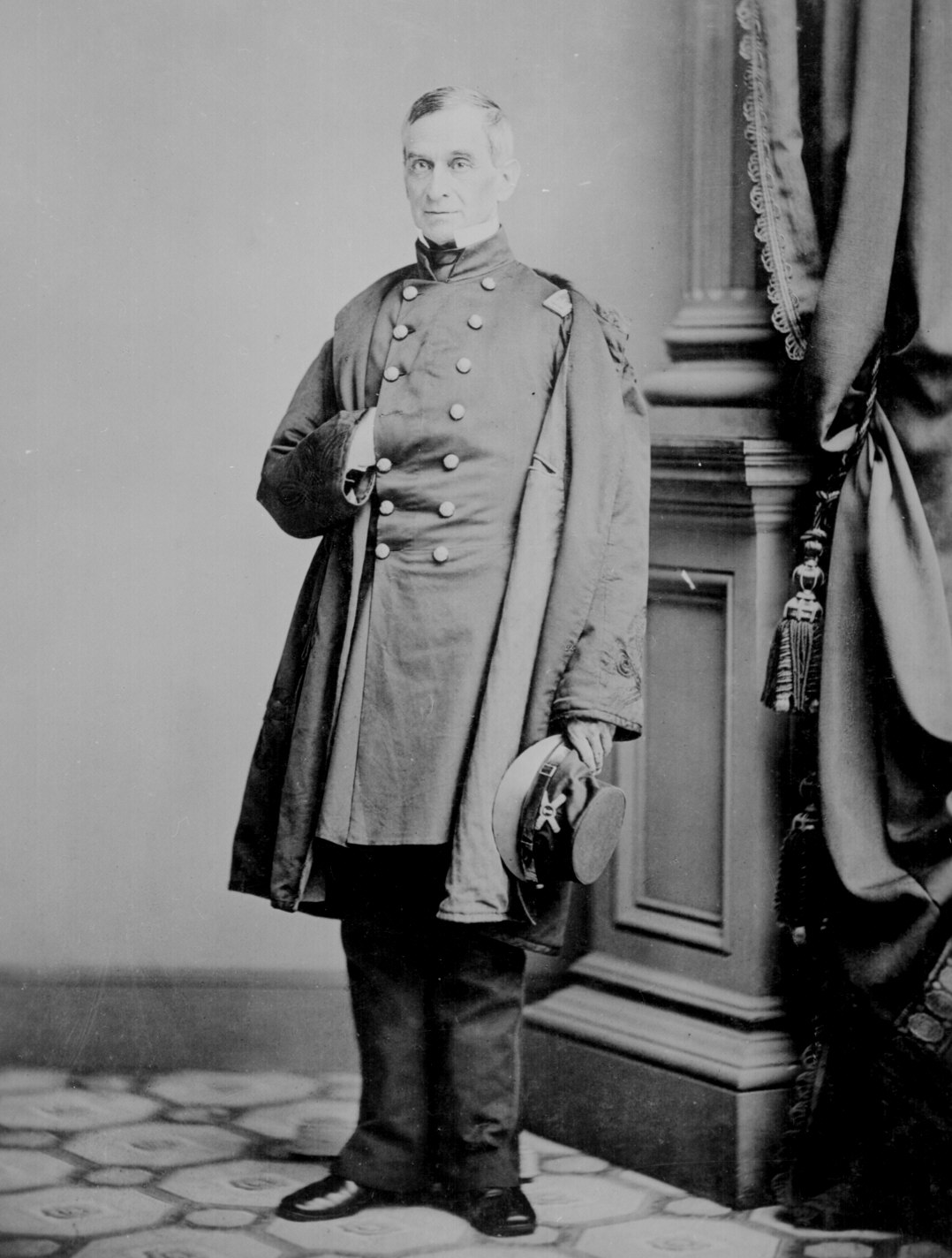
アンダーソン少佐、マシュー・ブレイディ撮影

南軍のロバート・E・リー将軍がアポマトックス・コートハウスで降伏し、実質的に戦争が終わった後で、アンダーソンは少将（1865年2月3日付け任官）の制服を着てチャールストンに戻り、4年前の降伏時には降ろした33星旗を、再占領し荒れ果てたサムター要塞で行われた祝賀式で意気揚々と掲揚した（同じ1865年4月14日の夜に、エイブラハム・リンカーン大統領が暗殺された。）。
アンダーソンが戦後に行ったことで注目されたことは、1869年にマサチューセッツ州ブレイントリーで行われた陸軍士官学校の創設者シルバヌス・セイヤー少将とのアメリカ陸軍の将来に関する議論だった。そのことから陸軍士官学校卒業生協会が設立されることになった。
アンダーソンはフランスのニースで死に、ニューヨーク州ウェスト・ポイントのウェスト・ポイント墓地に埋葬されている。

## 家族
アンダーソンの母、サラ・マーシャルはアメリカ合衆国最高裁判所首席判事を務めたジョン・マーシャルの従姉妹だった。アンダーソンの弟、チャールズ・アンダーソンは1865年から1866年にオハイオ州知事を務めた。もう一人の弟、ウィリアム・マーシャル・アンダーソンは西部の探検者であり、オハイオ州の弁護士だった。このウィリアムは熱心なカトリック教徒でアメリカ連合国の同調者であり、短期間マクシミリアン皇帝が統治するメキシコに行って、アメリカ連合国の植民地を樹立しようとした 。ウィリアムの息子、トマス・M・アンダーソンは米西戦争と米比戦争で戦った准将だった。
ロバート・アンダーソン少佐の曾孫には、俳優のモンゴメリー・クリフトがいる。また2代離れた従兄弟にはウィリアム・クラークとジョージ・ロジャース・クラークがいる。